# Bijinga

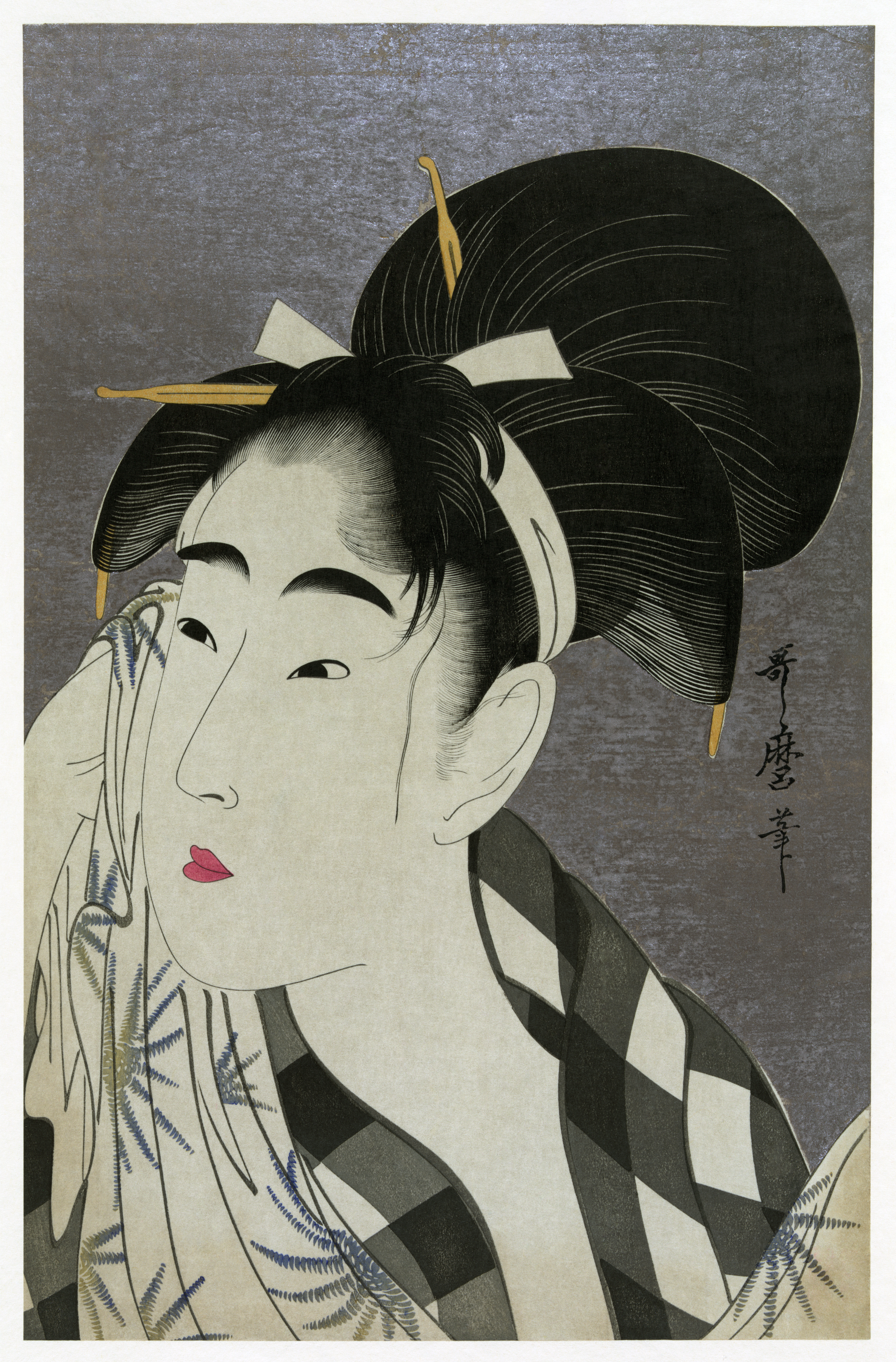
Ase o fuku onna, xilografia de Kitagawa Utamaro d'una dona eixugant-se la suor del front, 1798

Bijinga (美人画), (lit. "Retrat d'una bellesa") és un terme genèric per als quadres de dones boniques a l'art japonès, especialment en les impressions xilogràfiques del gènere ukiyo-e, precedents de la fotografia. El terme també es pot fer servir per als mitjans moderns, sempre que la imatge s'acosti mínimament a la clàssica representació de la dona, normalment duent un quimono.
Pràcticament tots els artistes d'ukiyo-e van fer bijinga, un dels temes centrals del gènere. Uns pocs, però, entre ells Utamaro, Suzuki Harunobu, Toyohara Chikanobu i Torii Kiyonaga, són àmpliament considerats els més grans innovadors i mestres del bijinga.